# Alexéi Diumin
Alexéi Guennádievich Diumin (en ruso: Алексей Геннадьевич Дюмин; Kursk, 28 de agosto de 1972), también aparecido en fuentes como Alekséi y su apellido como Dyumin, es un político ruso. Actual secretario del Consejo de Estado de Rusia.
Desde su papel en la anexión de Crimea por Rusia, se le considera un posible sucesor de Vladímir Putin.

## Biografía
Alexéi Diumin nació el 28 de agosto de 1972 en Kursk, entonces parte de la República Socialista Federativa Soviética de Rusia y ésta a su vez de la Unión Soviética. Su padre es Guennadi Vasílievich Diumin, un general y médico militar que encabezada el 4.º Departamento de Medicina Militar General del Ministerio de Defensa de la URSS. Debido a ello, Alexéi debió mudarse con su familia a Kaluga y más tarde a Vorónezh. Su madre era maestra
En 1994, se graduó en la Escuela Superior de Ingeniería Militar de Radio Electrónica en la ya Federación de Rusia tras la disolución de la Unión Soviética.

### Carrera profesional
En 1995, entró en servicio del Servicio Federal de Seguridad (conocido como FSB, sucesor de la KGB), después serviría en el Servicio Federal de Protección. En agosto de 1991, comenzó a trabajar como guardaespaldas personal del nuevo primer ministro de Rusia, Vladímir Putin. En 2007, Diumin pasó a ser el jefe de seguridad del entonces primer ministro, Víktor Zubkov. En 2012, Alexéi Diumin fue nombrado jefe adjunto del Servicio de Seguridad Presidencial.

#### Paso por el GRU
En 2014 pasó a ser el jefe adjunto del GRU, en las Fuerzas de Operaciones Especiales rusas, que jugaron un papel decisivo en la anexión de Crimea por Rusia.

#### Gobernador de Tula
Para las elecciones gobernador del óblast de Tula del 18 de septiembre de 2016, Alexéi Diumin se presentó como independiente, aunque su candidatura fue respaldada por Rusia Unida y el ultranacionalista Partido Liberal-Demócrata de Rusia. Para las elecciones a gobernadores de 2016, Tula fue la única región donde Rusia Unida no presentó candidato.
Diumin ganó con el 84,17 % de los votos en una elección con una participación del 45,5 %. Su primera legislatura al frente de óblast se centró en mejorar la estructura y servicio de los Ferrocarriles Rusos en la región. En 2018, algún medio lo enlistó como el sexto gobernador más poderoso de Rusia.
Tras la rebelión del Grupo Wagner, los medios rusos publicaron la posibilidad de que Diumin sustituyera al ministro de Defensa Serguéi Shoigú, puesto en entredicho en aquel momento. Finalmente el sustituto fue Andréi Beloúsov.

#### Secretario del Consejo de Estado
El 29 de mayo de 2024, Alexéi Diumin fue nombrado nuevo secretario del Consejo de Estado de Rusia, dos semanas después de haber sido nombrado edecán del Presidente de la Federación de Rusia.
El 13 de agosto de 2024, el presidente Putin nombró a Diumin como líder de la defensa del óblast de Kursk ante la incursión ucraniana en la zona.